# Доминичи, Бернардо де
Бернардо де Доминичи (итал. Bernardo de' Dominici; 13 декабря 1683, Неаполь — 30 апреля 1759, Неаполь) — итальянский живописец неаполитанской школы периода позднего барокко XVIII века. Писал пейзажи, марины (морские пейзажи), картины бытового жанра в стиле, характерном для бамбоччанти. Более известен как историограф, автор трёхтомного труда «Жизнеописания неаполитанских живописцев, скульпторов и архитекторов» (Vite de' pittori, scultori ed architetti napoletani, 1742).

## Биография
Бернардо де Доминичи родился в Неаполе в семье художника, музыканта и коллекционера Раймондо де Доминичи и Камиллы Тартальоне. Он был братом Джампаоло, учёного, музыканта и театрального деятеля, и племянником Суор Марии, мальтийской художницы. Его отец был мальтийцем, учеником живописца Маттиа Прети на Мальте, и свои работы подписывал «Raindomaltese». Примерно на двадцатом году жизни переехал в Неаполь. В 1698 году, когда Бернардо было четырнадцать лет, отец отвёз его на Мальту и он стал учеником Прети примерно на семь месяцев, пока его обучение не было прервано смертью учителя в январе 1699 года.
После возвращения в 1701 году в Неаполь Бернардо де Доминичи стал учеником Франческо Солимены, который обучал его пейзажной живописи, но также, под влиянием Прети, историческому жанру. Бернардо также учился у Франца Иоахима Байха (1666—1748), пейзажиста из Равенсбурга (ныне Баден-Вюртемберг), который тогда работал в Неаполе. Он также учился у голландского художника Паула Гансеса, который был специалистом по «морским пейзажам при лунном свете».
Бернардо де Доминичи помимо пейзажей писал картины в жанре бамбоччанти — забавные сценки из повседневной жизни бродяг, нищих, драчунов и пьяниц на улицах и в тавернах. Над такими «бамбоччатами» он сотрудничал с художником Доменико Бранди (эти произведения не сохранились). Доминичи в течение многих лет служил герцогу Лауренцаны Никколо Гаэтани дель Аквила д’Арагон и был придворным художником его жены Авроры Сансеверино. Он также обменялся сонетами с поэтом Антонио Ровильоне и был в контакте с интеллектуальной элитой Неаполя.

## Бернардо де Доминичи как историограф художников Неаполя
В 1727 году Доминичи обнародовал жизнеописание неаполитанского живописца Луки Джордано. Он также начал собирать свидетельства и предания о художниках неаполитанской школы. Получил прозвание «неаполитанского Вазари» после публикации в трёх томах сборника кратких биографий неаполитанских художников под названием «Жизнеописания неаполитанских живописцев, скульпторов и архитекторов» (Vite de' pittori, scultori ed architetti napoletani, 1742). Как и у Вазари, не все сведения, сообщённые Доминичи, являются достоверными. Выдающийся австрийский историк искусства Юлиус фон Шлоссер впоследствии назвал неаполитанского историографа «Тартареном от искусствознания». Доминичи весьма простодушно решил, что число неаполитанских художников недостаточно велико, и сам выдумал несколько имён. Имена художников, упомянутых в жизнеописаниях Бернардо де Доминичи:

## Первая книга «Жизнеописаний неаполитанских художников, скульпторов, архитекторов»
- Антонио Бамбоччо (Antonio Bamboccio)
- Андреа Чикконе (Andrea Ciccione)
- Аньоло Франко (Agnolo Franco)
- Белисарио Коренцио (Belisario Corenzio)
- Гаспаро Феррата (Gasparo Ferrata)
- Колантонио дель Фйоре ()
- Карло Селито (1581—1614)
- Гульельмо Монако (Guglielmo Monaco)
- Джованни Франческо Мормандо (1449—1530), архитектор
- Мазуччо Примо
- Маттео Санезе
- Джакомо де Сантис
- Антонио Соларио (1465—1530)
- Филипо Тезауро
- Маэстро Мино
- Николо да Вито и другие

## Вторая книга
- Джузеппе Агелио (Giuseppe Agelio)
- Помпео дель Аквила (Pompeo dell’Aquila)
- Амброджо Аттендоло (Ambrogio Attendolo)
- Джованни Баттиста Антиконе (Giovanni Battista Anticone)
- Джироламо д’Арена (Girolamo d’Arena)
- Пьетро д’Арена (Pietro d’Arena)
- Пьетро Азеза (Pietro Asesa)
- Доменико Ауриа (Domenico Auria)
- Джованни Бернардино Аццолини (Giovanni Бернардино Azzolini 1572—1645), художник и скульптор
- Джованни Бальоне (Giovanni Baglione 1566—1643)
- Дионисио ди Бартоломео (Dionisio di Bartolomeo)
- Сильвестро Бруно (Silvestro Bruno)
- Чезаре Каленсе (Cesare Calense;)
- Антонио Каполонго (Antonio Capolongo)
- Франческо Капуто (Francesco Сарuto)
- Марко Калабрезе (Marco Calabrese 1486—1542)
- Лионардо Кастеллани (Lionardo Castellani)
- Джованни Филиппо Кресчоне (Giovanni Filippo Crescione)
- Марианджола Крискуоло (Mariangiola Criscuolo 1548—1630), женщина-художница
- Джованни Баттиста Каваньи (Giovanni Battista Cavagni)
- Джакомо Козентино (Giacomo Cosentino)
- Джованни Анжело Крискуоло (Giovanni Angelo Criscuolo)
- Джованни Филиппо Крискуоло (Giovanni Filippo Criscuolo)
- Франческо Куриа (Francesco Curia 1538—1610)
- Джованни Винченцо Корсо (Giovanni Vicenzo Corso)
- Фра Джулио Чезаре Фалько (Fra Giulio Cesare Falco)
- Антонио Фйорентино (Antonio Fiorentino)
- Моммето Грейтер (Mommetto Greuter)
- Винченцо Форли (Vincenzo Forlì)
- Сиджизмондо ди Джованни (Sigismondo di Giovanni)
- Франческо Импарато (Francesco Imparato бл. 1520—1570)
- Джироламо Импарато (Girolamo Imparato)
- Джованни Бернардо Лама(Giovanni Bernardo Lama;)
- Помпео Ландульфо (Pompeo Landulfo;)
- Пирро Лигорио (Pirro Ligorio) архитектор, садовник и художник
- Баттиста Лока (Battista Loca;)
- Джакомо Манеккиа (Giacomo Manecchia)
- Фердинандо Манлио (Ferdinando Manlio)
- Алессандро Мартуччи (Alessandro Martucci)
- Кола делла Матриче (Cola della Matrice)
- Марко Маццароппи (Marco Mazzaroppi)
- Винченцо делла Моника (Vincenzo della Monica)
- Джованни Баттиста Назони (Giovanni Battista Nasoni)
- Марко Антонио Никотера (Marco Antonio Nicotera)
- Пьето Нигроне Калабрезе (Pietro Nigrone Calabrese)
- Онофрио Паломеа (Onofrio Palomea)
- Пьетро Паоло Понцо (Pietro Paolo Ponzo)
- Бартоломео Петтинато (Bartolomeo Pettinato)
- Пьетро дель Пьятта (Pietro dell Piata)
- Марко ди Пино да Сиена (Marco di Pino da Siena)
- Антонио Пиццо (Antonio Pizzo)
- Шипионе Пульцоне (Scipione Pulzone)
- Аньело Редито (Aniello Redito)
- Джованни Баттиста Росси (Giovanni Battista Rossi)
- Математик Музио Росси (Muzio Rossi)
- Нунцио Росси (Nunzio Rossi)
- Джованни Пьетро Руссо (Giovanni Pietro Russo)
- Франческо Руввиале (Francesco Ruvviale)
- Андреа дель Салерно (Андреа Саббатини, он же Andrea del Salerno 1487—1530)
- Новелла да Сан Лучиано (Novello da San Luciano)
- Джироламо Сантакроче (Girolamo Santacroce бл. 1502—1535)
- Фабрицио Сантафеде (Fabrizio Santafede 1560—1633)
- Франческо Сантафеде (Francesco Santafede)
- Орацио Скоппа (Orazio Scoppa)
- Джироламо Сичоланте да Сермонета (Girolamo Siciolante da Sermoneta 1521—1575)
- Никколо де Симоне (Nicoló di Simone)
- Аньоло Соле (Agnolo Sole)
- Пьетро Франчоне Спаньюоло (Pietro Francione Spagnuoli;)
- Джованни Томмазо Спляно (Giovanni Tomasso Splano)
- Децио Термизано (Dezio Termisano)
- Чезаре Тюрко (Cesare Turco)
- Падре Джузеппе Валериано (Padre Giuíeppe Valeriano)
- Андреа ди Вито (Andrea di Vito) и другие

## Третья книга
- Ипполито Боргезе (Ippolito Borghese 1568—1627)
- Джованни Баттиста Караччоло (Battistello Caracciolo 1578—1635)
- Микеланджело да Караваджо (1573—1610)
- Хосе де Рибера (Jusepe de Ribera 1591—1652)
- Массимо Станционе (Massimo Stanzione 1585—1656)
- Доменико Гарджуло (Domenico Gargiulo 1610—1675)
- Артемизия Джентилески (Artemisia Gentileschi 1593—1653)
- Лука Джордано (Luca Giordano 1634—1705)
- Матиа Прети (Mattia Preti 1613—1699)
- Бернардо Каваллино (Bernardo Cavallino 1616—1656)
- Франческо Коцца (Francesco Cozza 1605—1682)
- Джованни Франческо де Роза (Giovan Francesco De Rosa 1607—1656)
- Джованни Баттиста Спинелли (Giovan Battista Spinelli 1613—1658)
- Франческо Солимена (Francesco Solimena 1657—1747)
- Андреа де Лионе (Andrea De Lione 1610—1685)
- Томмазо Джачинто (Tommaso Giaquinto)
- Коррадо Джачинто (Corrado Giaquinto 1703—1766)
- Дженнаро Греко (1663—1714)